# Wodzisławski
Wodzisławski là một huyện thuộc tỉnh Śląskie của Ba Lan. Huyện có diện tích 287 km². Đến ngày 1 tháng 1 năm 2011, dân số của huyện là 156332 người và mật độ 545 người/km².